# فیلیپین در بازی‌های آسیایی ۱۹۷۴
فیلیپین در بازی‌های آسیایی ۱۹۷۴ در تهران، ایران که از ۱ تا ۱۶ سپتامبر ۱۹۷۴ برگزار شد، شرکت کرد. این کشور با ۲ مدال نقره و ۱۱ مدال برنز (در مجموع ۱۳ مدال) در جایگاه پانزدهم قرار گرفت.